# Nazione Cayuga
La nazione Cayuga (Guyohkohnyo o il Popolo della Grande Palude) fu una delle cinque nazioni originali che costituivano la lega irochese o Haudenosaunee, una confederazione di nativi americani. La terra originaria dei Cayuga giaceva presso i Finger Lakes, lungo il lago Cayuga, tra le vicine popolazioni della Nazione Onondaga e della Nazione Seneca.